# Kołwa (dopływ Usy)
Kołwa (ros. Колва) – rzeka w europejskiej części Rosji, na terenie Nienieckiego Okręgu Autonomicznego i Republiki Komi, prawostronny dopływ Usy.
Źródło rzeki znajduje się w północnej części Tundry Bolszeziemielskiej. Rzeka płynie w kierunku południowym. Uchodzi do rzeki Usa, na południowy zachód od miasta Usink.
Długość rzeki wynosi 546 km, a powierzchnia dorzecza – 18 100 km². Rzeka jest żeglowna na długości ponad 350 km od ujścia. Zamarza w okresie od listopada do maja. Od kwietnia do lipca wylewa.